# 印尼中部标准时间
印尼中部标准时间（印尼语：Waktu Indonesia Tengah，WIT），是印尼三大时区。其他二大时区是印尼西部和东部标准时间。
地区于印尼中部标准时间是苏拉威西、巴厘岛、东加里曼丹省、南加里曼丹省和北加里曼丹省。
印尼中部标准时间是UTC+08:00，与中国內地，中國香港和馬來西亞标准时间相同。